# Бакин, Матвей Петрович
Матве́й Петро́вич Ба́кин (1869 — после 1916) — врач-хирург, депутат Государственной думы III созыва от Вятской губернии.

## Биография
Русский, православный, казак по происхождению.

### Образование
Окончил Оренбургскую духовную семинарию и Казанскую духовную академию. После поступил на медицинский факультет Казанского университета, который окончил в 1900 году.

### Врачебная карьера
В 1900 году претендовал на место врача в Челябинской городской больнице, но ему было отказано в связи с отсутствием стажа и опыта. С того же 1900 года три года проработал ординатором факультетской хирургической клиники Казанского университета. Служил врачом в земстве уезда Малмыжского уезда Вятской губернии. Заведующий хирургическим отделением городской мамлыжской больницы  с жалованием 1800 рублей в год. В Русско-японскую войну около года служил в Красном Кресте, заведуя сначала одним из подвижных госпиталей, а затем временно канцелярией главноуполномоченного южного района в Мукдене и тоже временно исполняющего должность заведующего медицинского частью этого района. В 1905 году, вернувшись в Россию, снова поступил на место врача в Мамлыже.

### Работа в Государственной Думе
Был выборщиком при выборах в Думу II созыва, но избран не был.
14 октября 1907 года избран в Государственной думы III созыва от общего состава выборщиков Вятского губернского избирательного собрания. Вошёл в состав конституционно-демократической фракции. Член думских комиссий по рыболовству, по исполнению государственной росписи доходов и расходов, по рабочему вопросу. Поставил подпись под законопроектом «О наделении безземельных и малоземельных крестьян землёй», «Об обеспечении отдыха торгово-промышленных служащих», «О распространении земского положения на Область войска Донского», «О введении земства в Сибири», «О порто-франко в устьях Оби и Енисея», «Об учреждении землеустроительных комиссий в степных областях».

### После Государственной Думы
В 1911 году Бакину (ещё депутату Государственной Думы) было дано разрешение на постройку собственного деревянного дома в Челябинске на 6 комнат в 42 квартале (усадьба 653) по улице Мастерской площадью 40 квадратных сажень. С июня  1912 года и до 8 февраля 1914 года М. П. Бакин вёл частный хирургический прием в своём доме по адресу Челябинск, ул. Мастерская, д. 51.
Занимался и общественной работой. 18 мая 1914 года в Народном доме под председательством Бакина прошло собрание сочувствующих содержимой на счет общественных пожертвований школы рукоделия. Бакин вошёл в комиссию для выработки устава и положения о школе вместе с Боровковой, Агаповой, Заплатиной, Бакалинской, Сервилиным и Букреевым.
В Уральском торгово-промышленном адрес–календаре за 1915 год Бакин числится вольнопрактикующим врачом в Челябинске, но иных сведений о деятельности в Челябинске во время Первой мировой войны нет.
В 1916 году служил старшим врачом третьего подвижного лазарета Красного Креста на Кавказском фронте, в частности, был занят приёмом ассирийских беженцев в районах Дильмана и Хосрова. В Российском медицинском списке упоминается вплоть до 1916 года.
Дальнейшая судьба и дата смерти неизвестны.

## Семья
- Жена  — Екатерина Петровна Бакина, урождённая ? (1870—?). Медицинское образование получила в Лозаннском университете. Государственные экзамены сдала при Императорском Казанском университете. С 1904 года врач женской прогимназии в городской больнице города Малмыж Вятской губернии, земской врач в селе Цыпья Малмыжского уезда. С 1908 года вольнопрактикующий врач (женские и детские болезни) в Санкт-Петербурге. С 15 мая 1910 года по 1917 год  — второй врач Челябинской городской больницы, одновременно состояла врачом во 2-м  женском епархиальном училище  и преподавала гигиену в Челябинской женской гимназии. В 1924 году врач в амбулатории по внутренним и женским болезням в Горской республике. О детях Бакиных сведений нет[2].

### Архивы
- Российский государственный исторический архив. Фонд 1278, Опись 9. Дело 43.